# Ascotis
Genre
Ascotis est un genre de lépidoptères (papillons) de la famille des Geometridae.

## Espèces rencontrées en Europe
- Ascotis fortunata (Blachier, 1887)
  - Ascotis fortunata azorica Pinker, 1971
  - Ascotis fortunata flavonigrata Pinker, 1965
  - Ascotis fortunata fortunata (Blachier, 1887)
  - Ascotis fortunata wollastoni Bethune-Baker, 1891
- Ascotis selenaria (Denis & Schiffermüller, 1775)
  - Ascotis selenaria dianaria (Hübner, 1817)
  - Ascotis selenaria selenaria (Denis & Schiffermüller, 1775)

## Espèce rencontrée à la Réunion
- Ascotis terebraria (Guenée, 1862)